# Catfish Hunter
Pour les articles homonymes, voir Catfish (homonymie) et Hunter.
James Augustus Hunter dit Catfish Hunter, né le 8 avril 1946 à Hertford (Caroline du Nord) aux États-Unis et décédé le 9 septembre 1999, est un joueur américain de baseball évoluant en Ligue majeure de baseball de 1965 à 1979 au poste de lanceur partant. Cinq fois vainqueur des Séries mondiales (1972, 1973, 1974, 1977, 1978), sélectionné huit fois au Match des étoiles (1966, 1967, 1970, 1972, 1973, 1974, 1975, 1976), vainqueur du Trophée Cy Young en 1974 et auteur d'un match parfait le 8 mai 1968, Catfish est élu au Temple de la renommée du baseball en 1987. Son numéro 27 est retiré à Oakland. 

## Biographie
Lors de ses études secondaires à la Perquimans County High School d'Hertford (Caroline du Nord), James Hunter réussit cinq matchs sans point ni coup sûr dont un match parfait. Il est recruté en 1964 par les Athletics de Kansas City contre un bonus babies de 75 000 dollars. Hunter se blesse lors d'un accident de chasse et manque sa première saison en Ligue mineure. Hunter fait ses débuts en Ligue majeure le 13 mai 1965 sans passer par les Ligues mineures.
Charlie Finley, propriétaire des Athletics, donne son surnom de « Catfish » à Hunter. Avec les Athletics, il remporte trois fois les Séries mondiales (1972, 1973, 1974) et réussit un match parfait le 8 mai 1968 contre les Twins du Minnesota. Vainqueur du Trophée Cy Young en 1974, il honore ses six premières sélections au Match des étoiles sous les couleurs des A's.
Hunter devient agent libre à l'issue de la saison 1974 à la suite d'une erreur de Finley, qui oublie de payer une partie de la cotisation d'assurance d'Hunter. Il s'engage chez les Yankees de New York le 31 décembre 1974 et devient le lanceur le mieux payé de l'histoire avec un contrat de cinq ans à 3,75 millions de dollars. Hunter remporte deux fois les Séries mondiales (1977 et 1978) avec les Yankees et connait deux nouvelles sélections au Match des étoiles (1975 et 1976).
Hunter se retire du jeu en 1979 au terme de son contrat et après une courte expérience de quelques mois dans l'encadrement des Yankees, il préfère rejoindre sa ferme en Caroline du Nord.
Élu au Temple de la renommée du baseball en 1987, il trouve la mort à son domicile à la suite d'une chute dans les escaliers alors qu'il souffrait de sclérose latérale amyotrophique.
La chanson Catfish (1975) de Bob Dylan est consacrée à Catfish Hunter.